# Душан Погорелець
Душан Погорелець (словац. Dušan Pohorelec; 20 листопада 1972, м. Детва, ЧССР) — словацький хокеїст, правий нападник. 
Виступав за «Слован» (Братислава), ХКм «Зволен», «Гавіржов Пантерс», ХК «Вольфсбург», ШКП (Попрад), «Гілфорд Флеймс», «Медвешчак» (Загреб), ХК «07 Детва».
У складі національної збірної Словаччини провів 54 матчі (14 голів); учасник зимових Олімпійських ігор 1994, учасник чемпіонату світу 1995 (група C).
Досягнення
- Чемпіон Словаччини (2001), срібний призер (2000)
- Чемпіон Хорватії (2006).